# 道路族

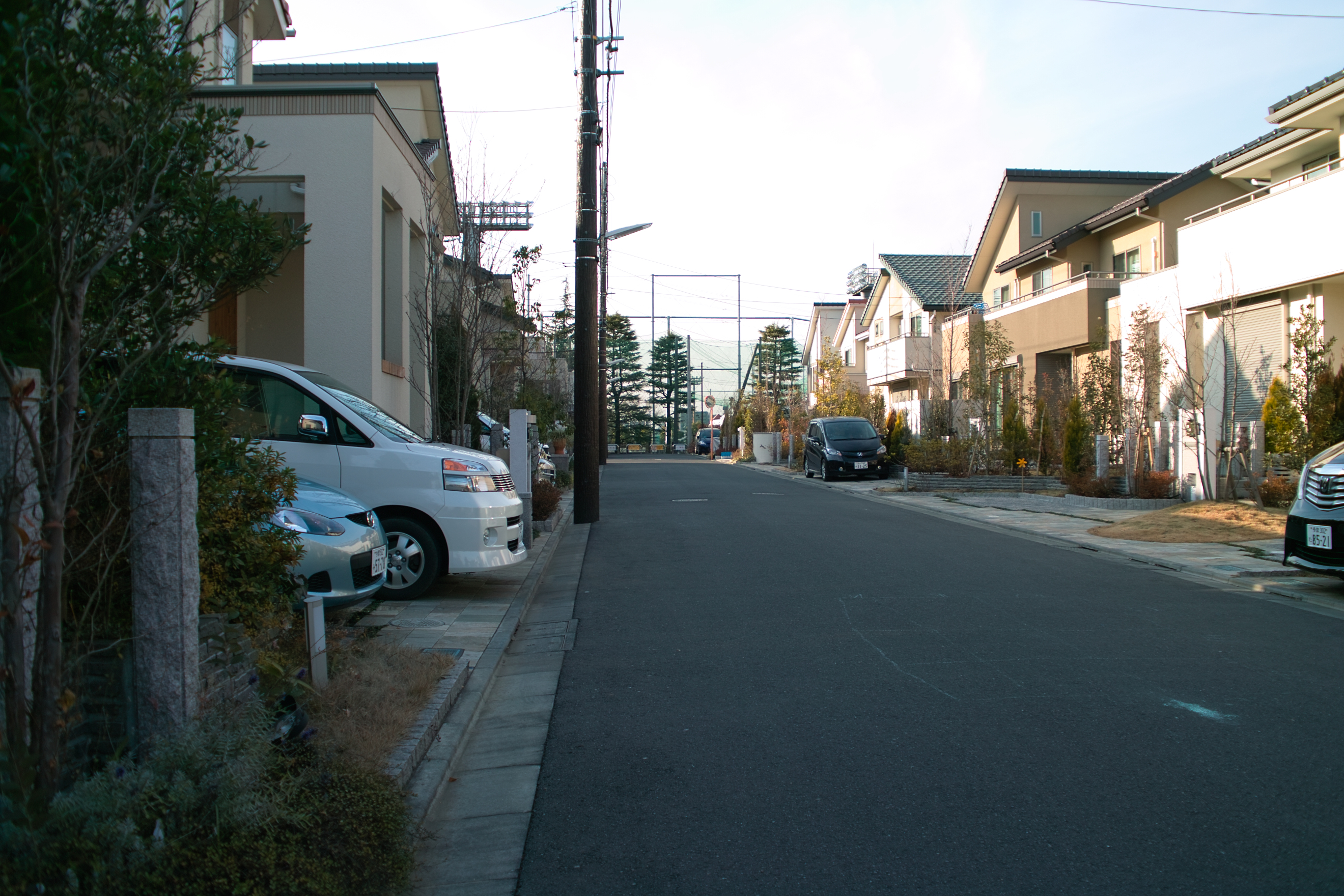
住宅地内の道路。チョークの跡が見える

道路族（どうろぞく）は、主に自宅前やその周辺など、住宅街の道路（路上）において、大騒ぎをしながら遊ぶ子供、およびそれを注意しない親のことを指す俗語。騒音やごみの散乱、器物損壊などにより、近隣トラブルとなるケースが生じている。

## 概要
元々は一般の公道及び私道上で遊ぶ子供とその親を指し、後述の「道路族マップ」が開設された2016年ごろにはネット上で一定程度認知される存在であったと考えられている。社会問題として大きく注目されるようになったのは2020年以降、新型コロナウイルス感染症の感染拡大により学校の臨時休校が行われたのと同時期に外出自粛やテレワークが呼びかけられ、学校が休校なために外へ出て遊ぶ子供と在宅勤務者の間でトラブルが頻発するようになったことがきっかけであると指摘されているほか、SNSの普及でローカルな問題が可視化され、「道路族の被害に悩んでいたのは自分だけではない」という連帯意識が広まったことも要因とされている。
奈良県生駒市では、「道路族」を以下のように定義している。
「道路族」とは、スケートボードやブレイブボードといった遊具の使用、大縄跳びや鬼ごっこなどを生活道路上で行い、それらによって生じる騒音（子どもたちの大声など）や器物損壊（車にボールを当てる、樹木の損傷など）、また、他人の敷地への不法侵入（ボールを無断で拾いにくるなど）の迷惑行為をする子どもたちとその保護者を指す言葉です。
また、子供連れに限らず、高齢者による井戸端会議など、道路上での騒音を伴う迷惑行為を行う者全般を「道路族」とする見方もある。

## 実態
遊び方は様々で、かけっこ・鬼ごっこ・縄跳び、バスケットボール・バドミントン・野球・サッカーなどの球技、キックボードのような幼児・子供用遊具やスケートボードでの徘徊などがある。また、子供同士で投石していたケースも報告されている。
道路上に留まらず、道路で遊んでいてボールやバドミントンのシャトルが民家の敷地に入ったことを理由に、民家の敷地へ無断侵入し、車や鉢植えを破壊し、花壇を踏み荒らすといった物損被害、子供の大声・奇声のみならず大人の騒ぎ声によって精神的被害を蒙るケースも見受けられる。 
また道路遊びを注意した隣人に対し、「子どものいない人が何言ってんの？」と無視するケースや、隣人の車に唾液を塗り付けたり、ネズミの死骸を玄関前に置いたりするなどの悪質な嫌がらせをするといったケースもあり、悪質な道路族の嫌がらせに耐えかねて注意をした側が引っ越しを余儀なくされる事態も発生しており、民事・刑事の双方で訴訟沙汰となり嫌がらせの主犯格が罰金の略式命令を受けた事例もある。
道路上で遊んでいる理由としては、保護者の無知・無自覚のほか、保護者の目が届かない公園で子供を遊ばせたくないという防犯上の理由を挙げるケースが多いほか、地域に公園はあるが「ボール遊び禁止」などの制約が多く、公園が遊び場として機能していないためやむを得ず道路上で遊ばせていると主張するケースもある。
出現場所は様々であるが、主に新興住宅地や車の通行の少ない袋小路で見かけられる。

### 危険性
道路はあくまで人や車両が通行する場所であり、道路で遊ぶ事は隣人やそこを通行する人や車両にとって迷惑であると共に、遊んでいる子供たち自身が交通事故の被害者となる危険性も指摘される。実際、2020年6月には東京都世田谷区で、道路上でスケートボードに腹ばいで乗りながら遊んでいた男児が、車にはねられて死亡する事故が起きている。道路上で遊ぶ行為は道路交通法（以下、条数のみ）の第14条3項及び第76条4項で禁止されており、程度によっては警察の取り締まり対象となる。
第14条3項（目が見えない者、幼児、高齢者等の保護）—児童（六歳以上十三歳未満の者をいう。以下同じ。）若しくは幼児（六歳未満の者をいう。以下同じ。）を保護する責任のある者は、交通のひんぱんな道路又は踏切若しくはその附近の道路において、児童若しくは幼児に遊戯をさせ、又は自ら若しくはこれに代わる監護者が付き添わないで幼児を歩行させてはならない。
76条4項（禁止行為）—何人も、次の各号に掲げる行為は、してはならない。（中略）交通のひんぱんな道路において、球戯をし、ローラー・スケートをし、又はこれらに類する行為をすること。
道路交通法は道路を「一般交通の用に供するその他の場所」（2条）と定義していることから、不特定多数の通行があれば公道・私道を問わず規制が適用される。また、行為によっては住居侵入罪や器物損壊罪に当たる場合もある。ただし、道路交通法の「交通のひんぱんな道路」という規定はあいまいさを含んでおり、道路で遊ぶ行為の法的な位置づけについては議論の余地がある。

## 論争と背景
道路上で遊んでいる子供たちやその親を「道路族」と呼ぶことについて、そもそも昔は道路上でも子供たちが遊び回っていたものであり、子供たちの遊び場を奪う行為であるとの批判的な意見がある。これについて社会心理学者の北折充隆は、迷惑行為の定義は時代によって変化することから、「昔は道路上でも子供たちが遊び回っていた」という反論は通用しないと述べている。
1968年には全日本交通安全協会が交通安全標語として「あそびません こわいくるまの とおるみち」を選定し、それよりその標語が立て看板などとして掲げられるようになったが、それに対し「とおりません、かわいいこどものあそぶみち」であるべきとする反論が存在していた。
先述したように昔は道路上で子供が遊ぶことは特に問題視されていなかったが、近年になって問題視されるようになっている。この背景については様々な考察があり、先に述べたようにコロナ禍による在宅勤務者の増加が原因であるとする説や、保育園や幼稚園、公園の整備により大人と子供の生活空間が分離されたことが原因であるとする説がある。
文筆家の御田寺圭は、児童虐待や子供の権利の問題がクローズアップされる流れの中で、かつてのように子供に声をかければ不審者扱いされ、荒っぽく子供に接すると実の親ですら最悪逮捕されるようになったことから、子供の位置づけが「地域のみんなで成長を見守る存在」から「地域社会のだれも手出しできない権力者」となり、その結果子供と関わりたくない、子供から遠ざかりたいという意識が広まったと分析している。このような意識の中で迷惑行為を働く子供に誰も注意できなくなったため、道路族の被害に悩む人々は「道路族マップ」（後述）などで情報を共有することによって難を逃れようとしているとし、道路族を批判する人々は子供を迫害する「強者」ではなく、権力者たる子供におびえる「相対的弱者」であるとして、社会の寛容さの問題ではないと結論付けている。
ジャーナリストの佐々木俊尚は、社会の静音化が進んでいるという背景がありそれ自体は歓迎するべきであるとし、#実態節で述べたような袋小路でトラブルが多発する原因についての分析を行っている。その中で佐々木は、このような構造は江戸時代の長屋などでもみられ、中央の路地は地域住民の共有スペースとしてみられるのが一般的であったが、戦後民主主義が「自立した個人の確立」を進めた結果、地域共同体が有していた調整能力が失われたためにトラブルが生じやすくなったと結論付け、2007年問題に代表される団塊の世代の大量退職で、日中の住宅街に高齢者が増えたことも影響していると指摘している。

### 道路族マップ
「道路族マップ」は、道路族の被害者だというある男性が2016年に開設したサイトで、道路族の出没状況をサイト利用者が投稿し共有できるようになっており、2023年5月2日時点で1万1258件の情報が投稿されている。投稿は個人情報や誹謗中傷に当たる情報を含んでいないかどうか審査され、適切と判断されたものだけが公開される仕様となっているほか、異議申し立てのスキームを設けて削除依頼を受け付け、異議がない場合でも投稿から3年がたつか問題の解決が判明すれば情報が削除されている。しかしながら、このサイトに対しても「不寛容」であるとの批判や、子供を持つ女性らからは「書き込まれるのが怖い」といった反発の声が上がっている。一方、先述の北折充隆は「道路族マップ」について、「社会的に有益」であるとし、問題解決のために有効活用していくべき性格のものであるとしている。また、「道路族マップ」の管理人はサイトへの批判に対し、「道路族の被害は実際に遭ってみた人にしかわからない」と、被害者への理解を訴えている。
サイト側では、事実無根の情報は削除するが、なるべく互いの意見をオープンにするとし、管理人自ら現地調査を行って投稿内容が事実であると確認したケースもあるとしている。

## 対策
警察は先述したように道路上で遊ぶ行為を取り締まり対象としており、道路族を見かけたり、道路族を巡るトラブルに遭遇したりした際は110番通報するように呼び掛けているほか、警視庁では交通安全対策の一環として、子供とその保護者に対し道路上で遊ぶことの危険性を訴える啓発活動を行っている。
また、地域によっては行政による既存の公園への誘導が行われているほか、「道路族マップ」のデータを活用した新興住宅地への公園整備も提唱されている。
このほか、地域コミュニティの再建により子供を地域全体で見守るようにすべきとの主張もある。先述の佐々木俊尚は、地域共同体をそのまま再建するのでは抑圧的なムラ社会が生じるといった負の側面があり、かといって公権力が介入するにも難しい問題があることから、公共空間の再定義を行っていくべきだとしている。